# Levitating
Levitating is een single uit 2020 van de Britse zangeres Dua Lipa. Het nummer is de vijfde single van Lipa's tweede studioalbum Future Nostalgia. Het nummer werd twee keer heruitgebracht. Eenmaal als remix met o.a. Madonna op, en een tweede maal met DaBaby, voor de deluxe editie van Dua's tweede album. Het nummer bereikte de top 5 in verschillende landen. In Canada en de VS werd het de succesvolste single van 2021.

## Achtergrond

### Tekst en muziek

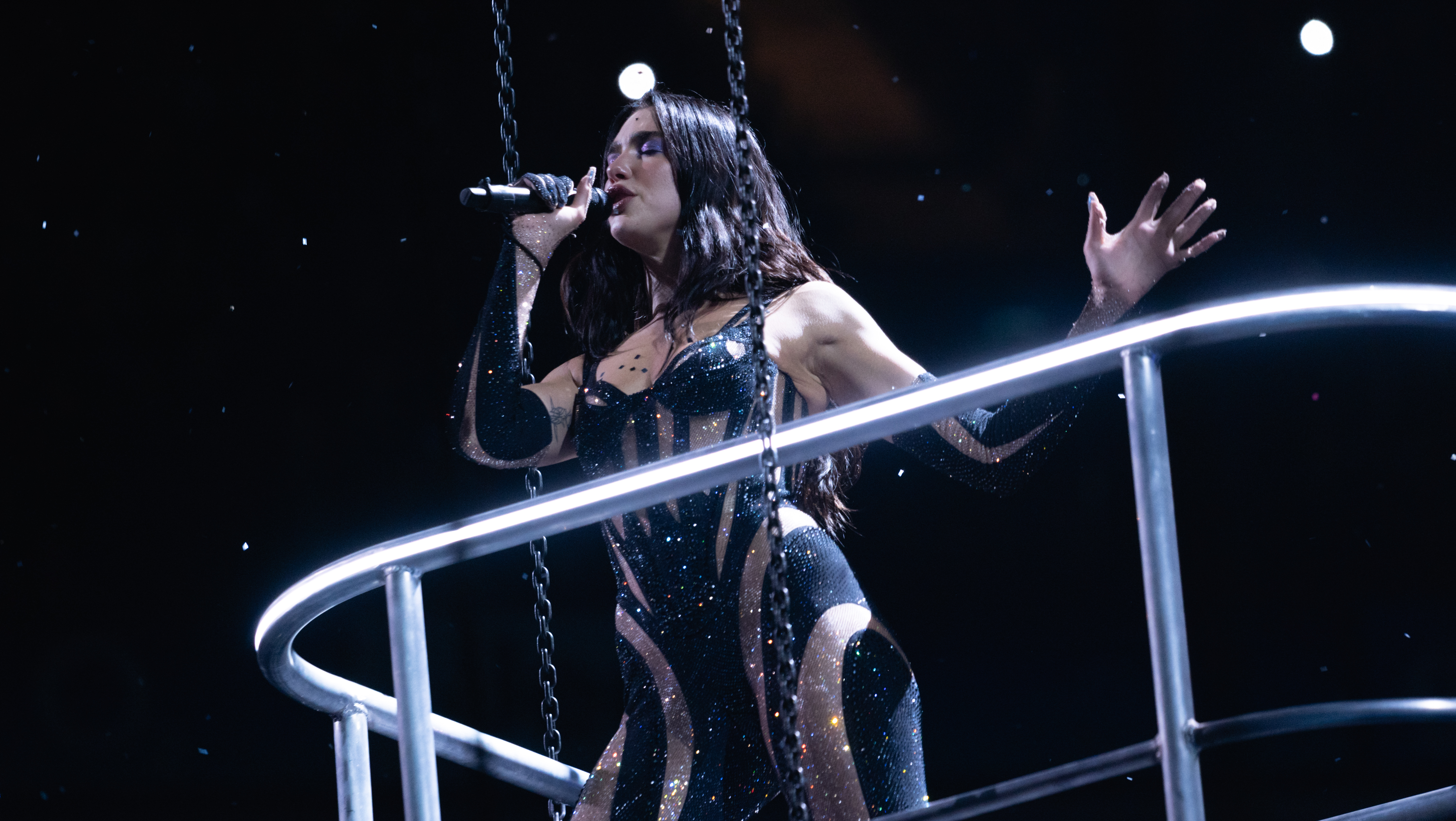
Dua Lipa tijdens het nummer Levitating tijdens de Future Nostalgia Tour.

Levitating werd geschreven tijdens een studiosessie in Jamaica met Sarah Hudson, Kozmeniuk en Clarence Coffee jr. Het was een van de eerste nummers die geschreven werd voor haar tweede studioalbum. Zelf beschreef Lipa het nummer als het startpunt van haar nieuwe album. Het is een dansbaar nummer dat valt onder de genres powerpop en electro-disco, beïnvloed door muziek uit de jaren tachtig en negentig. Het nummer werd door recensenten vergeleken met eerder verschenen materiaal van Outkast, Katy Perry, Kate Nash en Kylie Minogue.

## Remixes

### The Blessed Madonna Remix
Op 27 juli 2020 kondigde Lipa een remix van Levitating aan, door The Blessed Madonna, in samenwerking met Madonna en Missy Elliot. Het nummer zou de hoofdsingle zijn van het remixalbum Club Future Nostalgia. Er verscheen ook een videoclip voor de remix, die zich afspeelde in een studio in Londen, met Lipa's huidige liefdespartner in een gastrol.

### DaBaby Remix
Op 2 oktober 2020 verscheen een bewerkte versie van Levitating met bijhorende videoclip.

## Commercieel succes
Nadat het album Future Nostalgia uitkwam, kreeg de single Levitating meteen globaal streaming succes. Het stond al enkele weken onderaan de hitlijsten van Griekenland, Portugal en Spanje. Door het uitbrengen van de eerste remix met Madonna, kwam het nummer ook al binnen de hitlijsten van het Verenigd Koninkrijk. Door het uitbrengen van een tweede remix steeg het succes van de single verder door. In Nederland stond het nummer maar liefst 63 weken in de Single Top 100. Geen enkele single van Dua Lipa stond ooit langer dan één jaar in de top 100. In België werd het nummer veelal gestreamd, toch werd er echter maar een piek positie gehaald van 32 (eind 2021). In Noord-Amerika werd Levitating dan weer één van Dua's populairste singles. De single haalde de top 10 van de Billboard Hot 100 in januari 2021, en bleef een veertigtal weken in de top 10 staan. Enkel Blinding Lights van The Weeknd deed vooraf beter. De single sloot het jaar 2021 goed af door zowel op 1 te staan in de jaarlijst van Canada als van de Verenigde Staten. Het was ook nog maar de vierde single die op 1 stond in de jaarlijst, zonder te pieken op 1. De single stond wel enige tijd op plaats 2.

## Hitlijsten

### VlaamseUltratop 50
| Positie: | 36 | 37 | 32 | 42 | 41 | 44 | 44 | uit | 50 | 44 | uit | 50 | 43 | 48 | uit |

### NederlandseSingle Top 100
| Hitnotering: 10-10-2020 t/m 29-01-2022 | Hitnotering: 10-10-2020 t/m 29-01-2022 | Hitnotering: 10-10-2020 t/m 29-01-2022 | Hitnotering: 10-10-2020 t/m 29-01-2022 | Hitnotering: 10-10-2020 t/m 29-01-2022 | Hitnotering: 10-10-2020 t/m 29-01-2022 | Hitnotering: 10-10-2020 t/m 29-01-2022 | Hitnotering: 10-10-2020 t/m 29-01-2022 | Hitnotering: 10-10-2020 t/m 29-01-2022 | Hitnotering: 10-10-2020 t/m 29-01-2022 | Hitnotering: 10-10-2020 t/m 29-01-2022 | Hitnotering: 10-10-2020 t/m 29-01-2022 | Hitnotering: 10-10-2020 t/m 29-01-2022 | Hitnotering: 10-10-2020 t/m 29-01-2022 | Hitnotering: 10-10-2020 t/m 29-01-2022 | Hitnotering: 10-10-2020 t/m 29-01-2022 | Hitnotering: 10-10-2020 t/m 29-01-2022 | Hitnotering: 10-10-2020 t/m 29-01-2022 | Hitnotering: 10-10-2020 t/m 29-01-2022 | Hitnotering: 10-10-2020 t/m 29-01-2022 | Hitnotering: 10-10-2020 t/m 29-01-2022 | Hitnotering: 10-10-2020 t/m 29-01-2022 |
| Week:                                  | 1                                      | 2                                      | 3                                      | 4                                      | 5                                      | 6                                      | 7                                      | 8                                      | 9                                      | 10                                     | 11                                     | 12                                     | 13                                     | 14                                     | 15                                     | 16                                     | 17                                     | 18                                     | 19                                     | 20                                     |                                        |
| -------------------------------------- | -------------------------------------- | -------------------------------------- | -------------------------------------- | -------------------------------------- | -------------------------------------- | -------------------------------------- | -------------------------------------- | -------------------------------------- | -------------------------------------- | -------------------------------------- | -------------------------------------- | -------------------------------------- | -------------------------------------- | -------------------------------------- | -------------------------------------- | -------------------------------------- | -------------------------------------- | -------------------------------------- | -------------------------------------- | -------------------------------------- | -------------------------------------- |
| Positie:                               | 92                                     | 73                                     | 53                                     | 41                                     | 29                                     | 25                                     | 26                                     | 28                                     | 35                                     | 46                                     | 49                                     | 49                                     | 56                                     | 23                                     | 25                                     | 26                                     | 25                                     | 27                                     | 28                                     | 31                                     |                                        |
| Week:                                  | 21                                     | 22                                     | 23                                     | 24                                     | 25                                     | 26                                     | 27                                     | 28                                     | 29                                     | 30                                     | 31                                     | 32                                     | 33                                     | 34                                     | 35                                     | 36                                     | 37                                     | 38                                     | 39                                     | 40                                     |                                        |
| Positie:                               | 39                                     | 47                                     | 58                                     | 54                                     | 46                                     | 41                                     | 32                                     | 29                                     | 26                                     | 28                                     | 28                                     | 27                                     | 29                                     | 48                                     | 32                                     | 25                                     | 31                                     | 33                                     | 35                                     | 37                                     |                                        |
| Week:                                  | 41                                     | 42                                     | 43                                     | 44                                     | 45                                     | 46                                     | 47                                     | 48                                     | 49                                     | 50                                     | 51                                     | 52                                     | 53                                     | 54                                     | 55                                     | 56                                     | 57                                     | 58                                     | 59                                     |                                        |                                        |
| Positie:                               | 49                                     | 49                                     | 50                                     | 53                                     | 53                                     | 55                                     | 64                                     | 65                                     | 71                                     | 73                                     | 71                                     | 70                                     | 81                                     | 76                                     | 78                                     | 77                                     | 85                                     | 94                                     | 98                                     | uit                                    |                                        |
| Week:                                  | 60                                     | 61                                     | 62                                     | 63                                     |                                        |                                        |                                        |                                        |                                        |                                        |                                        |                                        |                                        |                                        |                                        |                                        |                                        |                                        |                                        |                                        |                                        |
| Positie:                               | 73                                     | 97                                     | 96                                     | 99                                     | uit                                    |                                        |                                        |                                        |                                        |                                        |                                        |                                        |                                        |                                        |                                        |                                        |                                        |                                        |                                        |                                        |                                        |

### NPO Radio 2 Top 2000
| Nummer met noteringen in de NPO Radio 2 Top 2000 | '21  | '22  |
| ------------------------------------------------ | ---- | ---- |
| Levitating                                       | 1539 | 1902 |

1. ↑  Een vetgedrukt getal geeft de hoogste notering aan.
2. ↑  2021 was het eerste jaar met een notering voor dit nummer.
3. ↑  Deze tabel is bijgewerkt tot en met de laatste editie (2024).